# Boulengerochromis
Boulengerochromis is een monotypisch geslacht van straalvinnige vissen uit de familie van de cichliden (Cichlidae).

## Soort
- Boulengerochromis microlepis (Boulenger, 1899)